# Bernhard Tiele
Bernhard Tiele (* 19. Juni 1769 in Bremen; † 18. April 1834 ebenda) war ein Kaufmann und Bremer Senator.

## Biografie
Tiele war der Sohn des Kaufmanns Burchard Tiele (1729–1771) und seiner Anna Gertrud (1738–1794). Er war verheiratet mit Anna Friederike Tiling (1748–1809); beide hatten sieben Kinder. Sie wohnten Wachtstraße 11.
 
Er absolvierte seine Schulzeit in Bremen und machte eine Ausbildung zum Leinenhändler.
Von 1819 bis 1834 (†) war er als Nachfolger von Engelbert Wichelhausen (†) Bremer Senator. In dieser Zeit waren nur wenige Senatoren Kaufleute, die meisten jedoch Juristen. Er war als Senator zudem Leiter für die Schulpflege in der Bremer - Neustadt.